# Repojärvi (sjö i Norra Savolax)
Repojärvi är en sjö i Finland. Den ligger i kommunen Rautavaara i landskapet Norra Savolax, i den centrala delen av landet, 400 km nordost om huvudstaden Helsingfors. Repojärvi ligger 205,7 meter över havet. I omgivningarna runt Repojärvi växer i huvudsak barrskog. Arean är 50,9 hektar och strandlinjen är 4,81 kilometer lång. Sjön  ingår i Vuoksens huvudavrinningsområde. 